# Abigail Scott Duniway

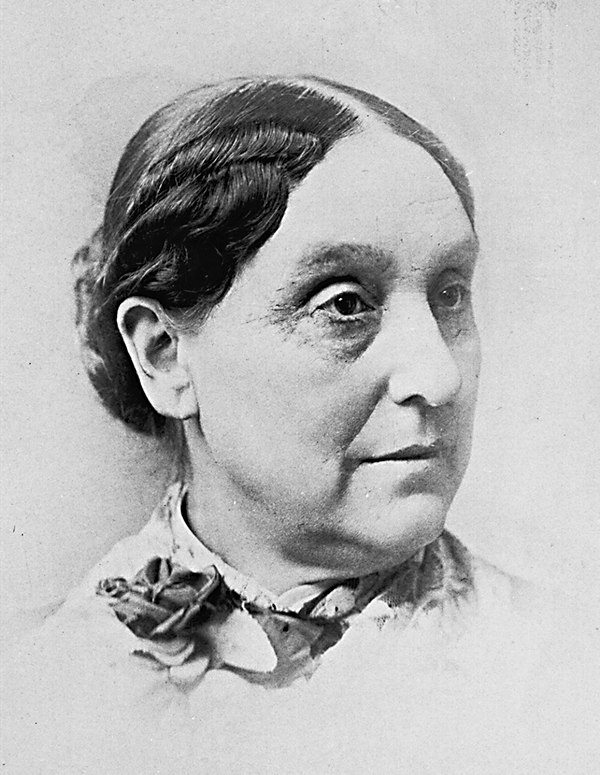
Abigal Scott Duniway (1890er Jahre)

Abigail Jane Scott Duniway (* 22. Oktober 1834 im Tazewell County, Illinois, als Abigail Jane Scott; † 11. Oktober 1915 in Portland, Oregon) war eine US-amerikanische Suffragette, Autorin und Zeitungsverlegerin.

## Leben
Abigail Scott kam 1834 auf einem Bauernhof im Tazewell County, Illinois, zur Welt und half bereits als Kind ihren Eltern beim Unterhalt des Hofes, was ihre Möglichkeiten zum Schulbesuch einschränkte. Im März 1852 trat die Familie auf Drängen des Vaters die lange Reise nach Oregon an, ein damals noch kaum besiedeltes Territorium an der Westküste des amerikanischen Kontinents. Auf der harten, fast 4000 Kilometer langen Reise verstarben sowohl Duniways Mutter wie auch ein jüngerer Bruder, bevor sich die übrige Familie im Oktober 1852 in Lafayette niederließ. Duniway unterrichtete an einer Dorfschule in Eola und half ihrem Vater auf dem Bauernhof, ehe sie im August 1853 den Bauern Benjamin Charles Duniway heiratete. Mit ihm bekam sie in den nächsten Jahren sechs Kindern, die sie großzog, während sie parallel ihrem Ehemann auf dem Bauernhof zur Hand ging. 1859 publizierte sie dennoch ihren Debütroman Captain Gray’s Company, in dem sie die Reise ihrer Familie von Illinois nach Oregon verarbeitete. Das Buch gilt als erster ganzer Roman, der im Pazifischen Nordwesten der heutigen USA geschrieben wurde. Ihr jüngerer Bruder Harvey W. Scott (1838–1910) wurde später Herausgeber des Oregonian.
Als ihr Ehemann wegen finanzieller Engpässe den Bauernhof abgeben musste und nach einem Reitunfall 1862 gelähmt war, eröffnete Duniway zunächst in Lafayette und später in Albany ein Internat sowie einen Hutladen. Sowohl durch ihr eigenes Schicksal als auch über ihre Kundinnen realisierte sie immer mehr, wie wenig Rechte Frauen zu diesem Zeitpunkt in den Vereinigten Staaten hatten. Bald war sie davon überzeugt, dass diese Ungerechtigkeit nur durch die Erlangung des Frauenwahlrechts geändert werden könne. Im Mai 1871 zog sie daher in den Raum Portland und gründete dort den New Northwest, eine der Suffragettenbewegung nahestehende Wochenzeitung. Als im Herbst desselben Jahres Susan B. Anthony eine Vortragsreise durch die Region unternahm, organisierte Duniway ihre Auftritte. Dadurch motiviert, begann sie, selbst für die Suffragettenbewegung als Rednerin zu agieren und trat über die nächsten Jahren in Oregon, Washington und Idaho in Erscheinung. Bei der Präsidentschaftswahl 1872 unterstützte sie die Republikanische Partei unter Ulysses S. Grant und versuchte symbolisch, mit einigen Mitstreiterinnen selbst zu wählen, wurde aber zurückgewiesen. Aus dieser Aktion heraus entstand 1873 die Oregon Equal Suffrage Association, der sie bald als Präsidentin vorstand. Über all diese Kanäle versuchte Duniway, die Politik und die Bevölkerung von Oregon von der Einführung des Frauenwahlrechts zu überzeugen, wenngleich diese Bemühungen zunächst erfolglos blieben. Parallel veröffentlichte sie in den 1870er Jahren ein Gedichtband und ein Poem. Weitere Romane veröffentlichte sie als Feuilletonromane im New Northwest und ihren späteren Zeitungen. Vieler dieser Werke griffen ihr Engagement für mehr Frauenrechte auf.

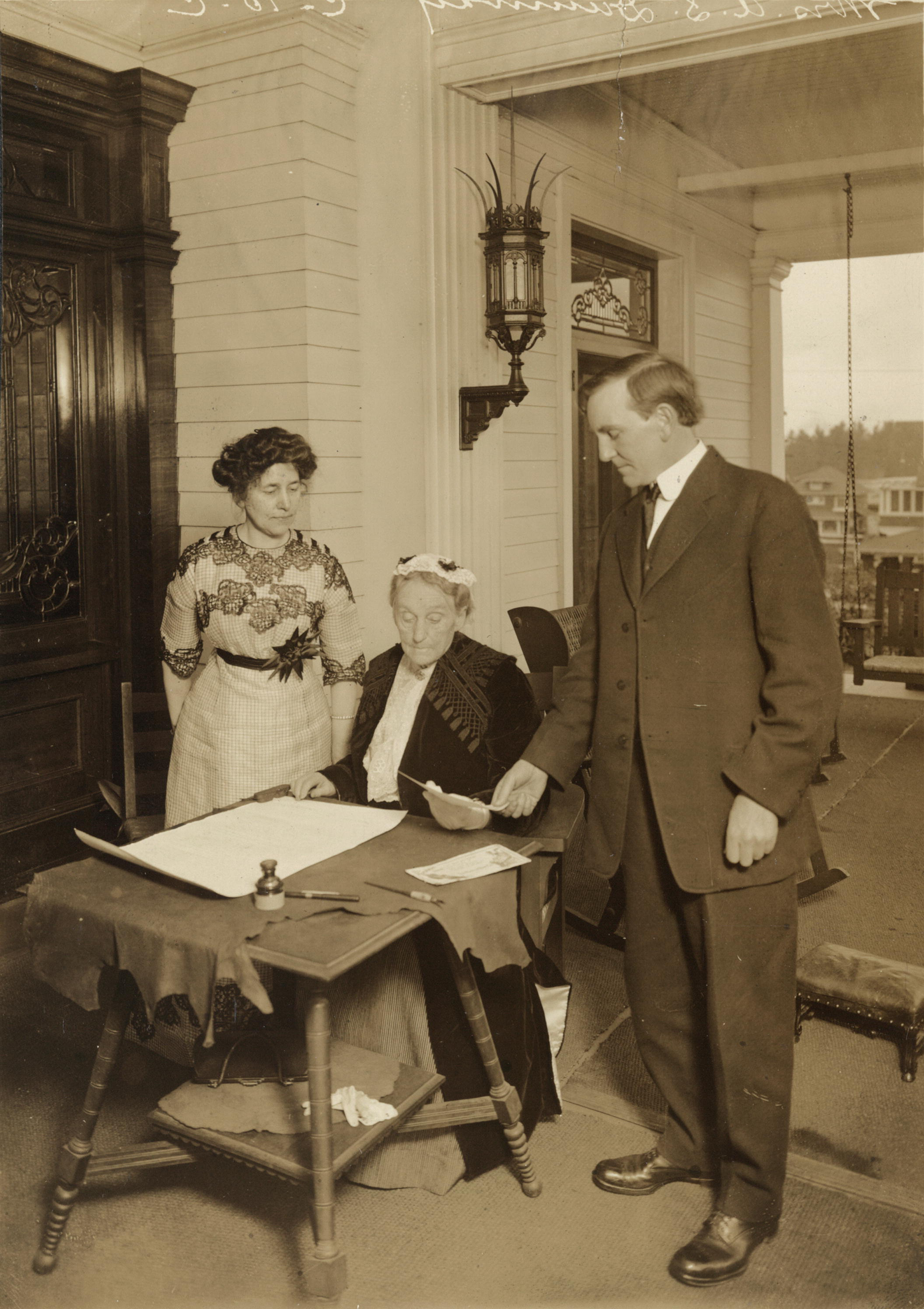
Viola Coe (links), Abigail Scott Duniway (mittig) und Gouverneur Oswald West (rechts) bei der Unterzeichnung der Equal Suffrage Proclamation (November 1912)

Mit der Einführung des Frauenwahlrechts in Washington 1883 erzielte Duniway einen ersten Erfolg. Ein Jahr später wurde sie zur Vizepräsidentin der National Woman Suffrage Association (NWSA) gewählt, scheute aber nicht davor zurück, an der Organisation Kritik zu üben. Zum einen war sie davon überzeugt, dass lokale Gruppen viel effektiver sein würden als eine große nationale Organisation, zum anderen stand sie der Nähe der nationalen Suffragettenbewegung zur Abstinenzbewegung skeptisch gegenüber. Ebenso befürwortete sie eher journalistische Kampagnen für das Frauenwahlrecht als die von den meisten Suffragetten favorisierten Kundgebungen. 1887 stellte sie ihr Engagement zunächst ein und beendete auch die Publikation des New Northwest, um sich auf einen Bauernhof im Süden von Idaho zurückzuziehen. 1893 wurde auch dort das Frauenwahlrecht eingeführt, was nicht zuletzt auf Duniways früheres Engagement zurückzuführen war. Trotzdem stellte sie nicht ganz ihr Engagement für die Suffragettenbewegung ein: Weiterhin war sie Vizepräsidentin der NWSA und war 1890 an den erfolgreichen Verhandlungen über eine Fusion der NWSA mit der American Woman Suffrage Association beteiligt, aus der die National American Woman Suffrage Association hervorging. 1891 und 1892 verantwortete sie zudem eine weitere progressive Zeitung namens The Coming Century. Schließlich kehrte sie nach sieben Jahren in Idaho nach Portland zurück und wurde erneut Präsidentin der Oregon Equal Suffrage Association. Mit dem Pacific Empire begründete sie eine neue Wochenzeitung. 1905 verfasste sie mit From the West to the West einen zweiten Roman über das Leben auf dem Oregon Trail. Ab 1899 war sie ferner Ehrenpräsidentin der Oregon Federation of Women’s Clubs.
Auch Duniways neuerliche Bemühungen, in Oregon das Frauenwahlrecht einzuführen, blieben zunächst erfolglos. Als deshalb 1905 die nationalen Suffragetten ohne Duniways Wissen eine eigene Kampagne in Oregon startete, trat sie aus Protest von der Präsidentschaft der Oregon Equal Suffrage Association zurück und verweigerte jegliche Beteiligung an der letztlich erfolglosen Aktion. Wenig später kehrte sie als Präsidentin der Oregon Equal Suffrage Association zurück und leitete 1908 und 1910 zwei weitere, letztlich ebenso erfolglose Kampagnen. An der schließlich erfolgreichen Kampagne 1912 konnte Duniway, geplagt vom Rheuma, aus gesundheitlichen Gründen nicht teilnehmen. In Anerkennung ihres lebenslangen Engagements wurde sie aber von Oregons Gouverneur Oswald West gebeten, die Frauenwahlrechtsproklamation des Staates zu verfassen und mit ihm zu unterschreiben. Ebenso wurde sie ehrenhalber als erste Frau in das Wählerregister von Oregon eingetragen. 1914 publizierte sie mit Path Breaking eine Autobiografie. Duniway starb ein Jahr später im Alter von 80 Jahren in Portland.

## Veröffentlichungen
Romane
- Captain Gray’s Company. S. J. McCormick, Portland 1859.
- From the West to the West: Across the Plains to Oregon. A. C. McClurg, Chicago 1905.

Lyrik
- My Musings. Duniway Publishing Company, Portland 1875.
- David and Anna Matson. S. R. Wells, New York 1876.

Autobiografie
- Path Breaking. James, Kerns & Abbott, Portland 1914.

Editionen
- Jean M. Ward und Elaine A. Maveety (Hrsg.): Yours for Liberty: Selections from Abigail Scott Duniway’s Suffrage Newspaper. Oregon State University Press, Corvallis 2000. ISBN 0-87071-474-0.